# Bubnivska Slobidka, Zolotonoșa
Bubnivska Slobidka (în ucraineană Бубнівська Слобідка) este o comună în raionul Zolotonoșa, regiunea Cerkasî, Ucraina, formată numai din satul de reședință. În secolul al XIX-lea, satul făcea parte din volostul Prohorivka, uezdul Zolotonoșa.

## Demografie
Componența lingvistică a comunei Bubnivska Slobidka
     Ucraineană (98,49%)
     Rusă (1,24%)
Conform recensământului din 2001, majoritatea populației comunei Bubnivska Slobidka era vorbitoare de ucraineană (98,49%), existând în minoritate și vorbitori de rusă (1,24%).